# Усвоя
Усвоя или Усвай — озеро в Плисской волости Невельского района Псковской области, к юго-западу от города Невель.
Площадь — 6,32 км² (632 га, с островами — 6,54 км²). Максимальная глубина — 5,6 м, средняя глубина — 3,2 м.
На берегу озера расположена деревня Мосеево.
Проточное. Относится к бассейну реки Западная Двина, в частности, реки Уща (притока Дриссы).
Тип озера лещово-судачий. Массовые виды рыб: щука, окунь, плотва, лещ, красноперка, судак, язь, густера, щиповка, верховка, уклея, линь, налим, вьюн, карась, а также карп (возможно) и широкопалый рак.
Для озера характерны илисто-песчаное дно, песок, камни, песчано-каменистые гряды.